# Ройзенман Борис Онисимович
Борис Онисимович (Ісаак Аншелевич) Ройзенман (1878, можливо, місто Черкаси — 6 грудня 1938, місто Москва, Російська Федерація) — радянський партійний діяч, заступник голови Комісії радянського контролю при РНК СРСР, член ВЦВК. Кандидат у члени Центральної контрольної комісії РКП(б) у 1923—1924 роках. Член Центральної контрольної комісії ВКП(б) та член Президії ЦКК ВКП(б) у 1924—1934 роках. Член Комісії радянського контролю при РНК СРСР у 1934—1938 роках.

## Життєпис
Народився в єврейській родині робітника. Займався самоосвітою. З 1899 року — в революційному русі.
Член РСДРП з 1902 року.
У 1903—1906 роках — хлопчик на тютюновій фабриці Зарецького, кочегар цвяхового заводу в місті Черкасах Київської губернії.
Брав участь у революції 1905 року в Черкасах, був одним із організаторів загального страйку. У 1906 році заарештований, шість місяців перебував у вязниці. Висланий на два роки до Херсонської губернії під нагляд поліції, перейшов на нелегальне становище.
З 1906 по квітень 1908 року — кочегар лопаточної фабрики «Шла» і Брянського заводу в Катеринославі, організатор і пропагандист у робітничих осередках.
У квітні 1908 року заарештований, до січня 1911 року перебував у в'язниці міста Катеринослава. З січня по квітень 1911 року — у в'язниці міста Кременчука, з квітня по жовтень 1911 року лежав у лікарні.
З жовтня 1911 по 1914 рік — кочегар лісопильного заводу Каплуна в Черкасах.
У 1914—1916 роках — кочегар на млинах у Катеринославі.
З 1916 по червень 1917 року — рядовий 228-го Задонського полку російської армії, вів революційну агітацію серед солдатів.
Після Лютневої революції 1917 року — член Катеринославської ради, член Катеринославського комітету РСДРП(б). З травня 1917 по травень 1918 року — член президії Катеринославської ради робітничих і солдатських депутатів. У липні — серпні 1917 року був делегатом VI з'їзду РСДРП(б) від Катеринославської губернії (з правом вирішального голосу) і з'їзду військових організацій РСДРП(б). У грудні 1917 — січні 1918 року брав участь у захопленні міста Катеринослава більшовиками.
У травні 1918 — жовтні 1919 року — уповноважений Ради народних комісарів (РНК) РРФСР і голова надзвичайної комісії із евакуації міста Архангельська і Архангельського порту.
У жовтні — листопаді 1919 року — уповноважений РНК РРФСР із постачання 8-ї та 9-ї армій Південного фронту в місті Балашові Саратовської губернії.
У лютому — грудні 1920 року — уповноважений Вищої ради народного господарства (ВРНГ) РРФСР із вивезення металів у місті Єкатеринбурзі.
У 1921—1923 роках — заступник голови Державного об'єднання машинобудівних заводів ВРНГ РРФСР (СРСР).
З 1924 року — керуючий позапланової інспекції Народного комісаріату робітничо-селянської інспекції СРСР. З квітня 1926 року — представник Центральної контрольної комісії ВКП(б) в Організаційному бюро і Секретаріаті ЦК ВКП(б). Одночасно в 1926—1934 роках — керівник сектора контролю і перевірки виконань, член колегії Народного комісаріату робітничо-селянської інспекції СРСР.
З березня 1926 року важко хворів, лікувався в Німеччині. Одночасно проводив «чистки» апарату радянських торгових представництв у Берліні. У жовтні 1929 року відряджений до Парижа, де проводив у посольстві СРСР ревізію господарської діяльності радянських зарубіжних господарських організацій.
У лютому 1934 — травні 1938 року — член Бюро Комісії радянського контролю при РНК СРСР. Одночасно з лютого 1934 по жовтень 1935 року — керівник групи зовнішньої та внутрішньої торгівлі і кооперації Комісії радянського контролю при РНК СРСР.
У травні 1935 — грудні 1938 року — 2-й заступник голови Комісії радянського контролю при РНК СРСР. Одночасно з жовтня 1935 по грудень 1938 року — керівник групи із будівництва і будівельних матеріалів Комісії радянського контролю при РНК СРСР.
Помер 6 грудня 1938 року в Москві після тривалої і важкої хвороби. Похований 9 грудня 1938 року на Новодівочому цвинтарі Москви.

## Нагороди
- орден Леніна (23.11.1930)